# Gültepe, Sur
Gültepe là một xã thuộc quận Sur, tỉnh Diyarbakır, Thổ Nhĩ Kỳ. Dân số thời điểm năm 2008 là 59 người.